# Щерба Руслан Миколайович
Руслан Миколайович Щерба (21 грудня 1968, село Катериничі, тепер Львівського району Львівської області) — український діяч, в.о. голови Дрогобицької районної державної адміністрації Львівської області.

## Життєпис
З вересня 1978 року до червня 1984 року навчався в Чуловицькій восьмирічній школі. У 1984 році поступив на навчання в Самбірське педагогічне училище, яке закінчив у 1988 році.
З червня 1988 до червня 1990 року служив у радянській армії.
У листопаді 1990 — січні 2001 року — служба в Державній службі охорони при Міністерстві внутрішніх справ України.
У 1995 році поступив у Львівський національний університет імені Івана Франка, який закінчив у 2000 році, здобувши кваліфікацію «юрист».
У січні 2001 — серпні 2003 року — начальник районного відділу Державної виконавчої служби Дрогобицького районного управління юстиції Львівської області.
У серпні 2003 — грудні 2004 року — начальник Дрогобицького районного управління юстиції.
У грудні 2004 — січні 2006 року — заступник начальника Дрогобицького міськрайонного управління юстиції Львівської області — начальник відділу організаційного забезпечення.
У січні — липні 2006 року — завідувач сектору організаційного забезпечення Дрогобицького міськрайонного управління юстиції Львівської області.
У липні 2006 — травні 2016 року — начальник Дрогобицького міськрайонного управління юстиції Львівської області.
У жовтні 2016 — листопаді 2018 року — керівник апарату Дрогобицької районної державної адміністрації.
У листопаді 2018 — березні 2020 року — перший заступник голови Дрогобицької районної державної адміністрації.
9 липня 2019 — 28 лютого 2020 року — в.о. голови Дрогобицької районної державної адміністрації Львівської області.
З квітня 2020 року — начальник відділу з питань мобілізаційної, оборонної роботи та взаємодії з правоохоронними органами виконавчого комітету Дрогобицької міської ради.
Керівник громадської організації «Товариство мисливців і рибалок Дрогобиччини». Засновник Дрогобицького районного товариства мисливців і рибалок «Лісівник».
Нагороджений Почесною грамотою Львівської облдержадміністрації «за багаторічну сумлінну працю, високий професіоналізм в утвердженні верховенства права та з нагоди професійного свята — Дня юриста» (розпорядження ЛОДА від 05.10.2012 року). Нагороджений Почесною грамотою Міністерства юстиції України «з нагоди професійного свята — Дня юриста» (наказ Міністерства юстиції України від 30.09.2014 року).